# Dades enllaçades
En informàtica, les dades enllaçades (en anglès Linked Data o linked data) descriu un mètode de publicació de dades estructurades perquè puguin ser interconnectades entre elles i resultin més útils.
El Linked Data tracta de connectar informació procedent de diverses fonts en un mateix espai web.

## Principis
Segons Tim Berners-Lee les dades han de complir quatre normes perquè es puguin enllaçar.
1. Necessiten una direcció única URI, que identifica el tipus d'objecte o concepte.
2. Cal posar-los en línia (HTTP) per poder-les consultar i vincular.
3. Cal que proporcionen dades útils, fent ús d'estàndards com RDF o SPARQL.
4. Les dades deuen enllaçar a altres dades en la web mitjançant el corresponent URI.

## Dades obertes enllaçades
El Linked Open Data és un moviment que es va fundar el gener de 2007 per W3C Semantic Web Education and Outreach Group. El seu principal objectiu és que les dades estiguin en obert i a l'abast de tothom. Hi ha diverses webs formades a partir de Linked Open Data, com Wikipedia, Wikibooks, GeoNames, Music Brainz, WordNet, DBLP Bibiliography i moltes altres publicades sota la llicènica de Creative Commons o altres similars.
Els primers que van començar a participar en aquest projecte van ser investigadors de laboratoris de recerca de les universitats i petites empreses. Des de llavors el projecte ha crescut considerablement, i ara compta amb la col·laboració d'organitzacions com la BBC, Thomson Reuters i la Library of Congress. Aquest augment de la participació es deu a la naturalesa oberta del projecte, qualsevol hi pot participar simplement ha de publicar dades acord amb les normes del Linked Data i interrelacionar-los amb grups de dades ja existents.